# بليلو
بليلو (بيرغاماسك: Blèl) هو كومون (البلدية) في مقاطعة بيرغامو في الإيطالية منطقة لومباردي ، تقع على بعد حوالي 50 كيلومتر (31 ميل) شمال شرق ميلان وحول 15 كيلومتر (9 ميل) شمال غرب بيرغامو ، واعتبارًا من 31 ديسمبر 2004 ، كان عدد سكانها 91 وتبلغ مساحتها 2.2 كيلومتر مربع (0.85 ميل2).
تقع [Blello] على حدود البلديات التالية: Brembilla. و Corna Imagna. و Gerosa.